# صادق أباد (أشيان)
صادق أباد هي قرية في مقاطعة لنجان، إيران. عدد سكان هذه القرية هو 69 في سنة 2006.